# Pfeil (Geschoss)

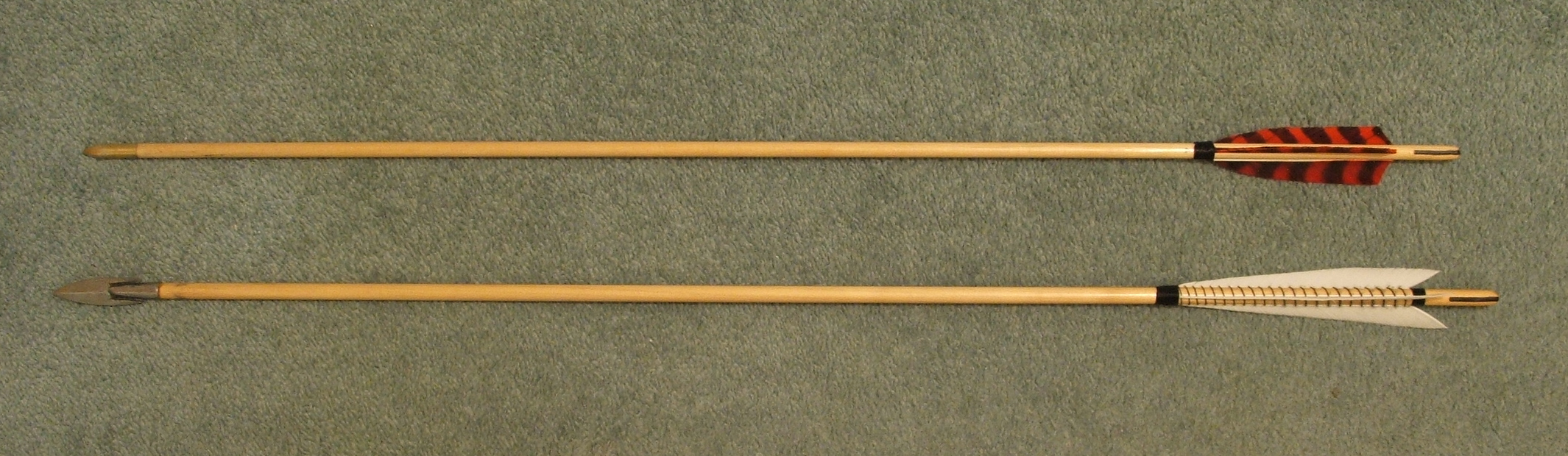
Zwei Holzpfeile für den Bogen

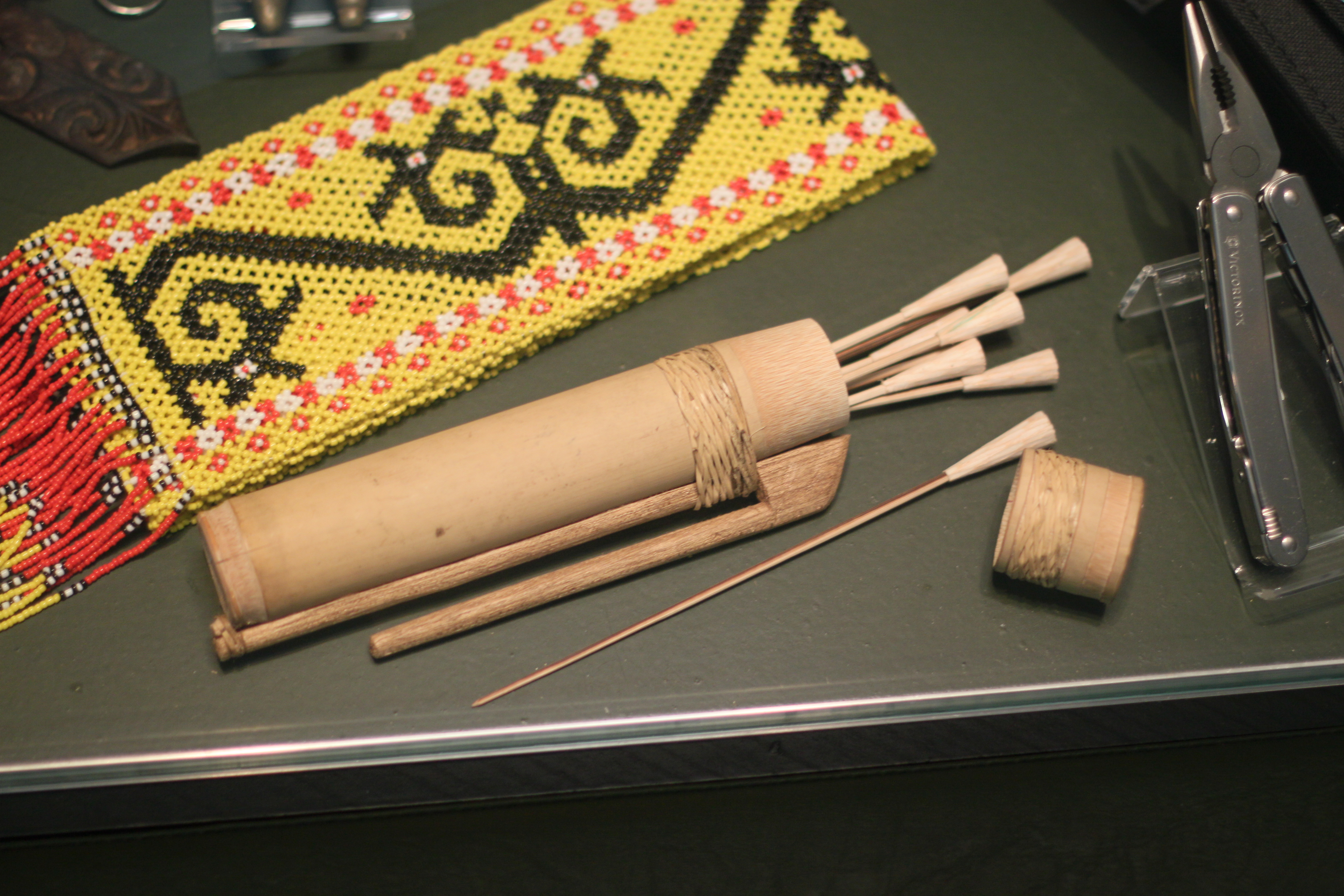
Pfeile für ein Blasrohr vor Köcher, Exponat, Übersee-Museum Bremen

Ein Pfeil (von mittelhochdeutsch phīl, entlehnt aus lateinisch pīlum „Wurfspieß, Speer“) ist das Geschoss eines Bogens oder eines Blasrohres. Es handelt sich um eine Form der Fern- oder Distanzwaffe. Er besteht meist aus Pfeilspitze, einem zylindrischen Pfeilschaft und am anderen Ende Befiederung und Nocke zur Aufnahme der Bogensehne oder Wurfvorrichtung. Bogenpfeile sind seit der ausgehenden Altsteinzeit (Ahrensburger Kultur) als archäologische Funde bekannt. Vorläufer des Bogenpfeils waren dünne und lange Speere, die mit der Speerschleuder abgeworfen wurden. Die Geschosse der Armbrust bezeichnet man im Gegensatz dazu üblicherweise als Bolzen, wobei die langen Geschosse moderner Jagd- bzw. Feldarmbrüste zunehmend auch als Pfeile bezeichnet werden. Heute werden Pfeile hauptsächlich im sportlichen Bogenschießen und zur Bogenjagd eingesetzt.

## Geschichte

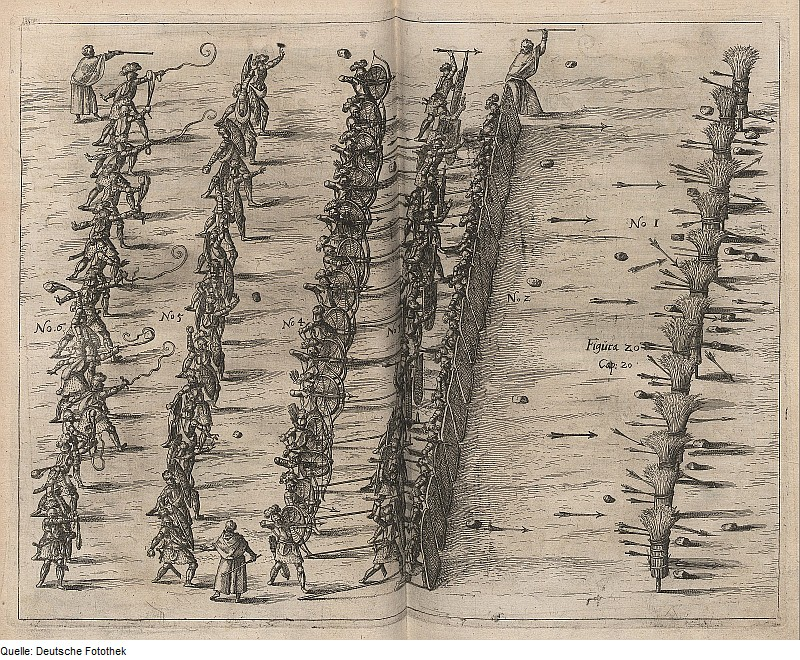
Um 1616, Schleudern, Bogen und „Pfeilwurf“ (obere Reihe – Mitte)

Der Pfeil ist älter als der Bogen, da bereits bei der jungpaläolithischen Speerschleuder das Prinzip der Beschleunigung durch ein technisches Hilfsmittel angewandt wurde. Der Bogen kann mit seinen Wurfarmen mehr Energie speichern und in kinetische Energie umsetzen als eine Schleuderbewegung des menschlichen Arms. Die ältesten archäologischen Funde von Pfeilen kommen aus dem Ahrensburger Tunneltal in Norddeutschland und wurden vor etwa 12.000 Jahren von den Rentierjägern der Ahrensburger Kultur hergestellt. Einfache Holzbogen (sog. Selfbows) waren eine Erfindung des Magdaléniens. Die Herstellung des Bogens setzt entsprechende Holzressourcen voraus, während Speerschleuder und entsprechende Wurfpfeile auch aus minderwertigem Holz hergestellt werden können. Bei den Aleuten existierten Bogen und Brettschleuder (spezielle Form der Speerschleuder) als Jagdwaffen bis zu Beginn des 20. Jahrhunderts nebeneinander.
Pfeile wurden auch als Geschosse in Kampf und Krieg eingesetzt. Sie konnten mit einem Bogen abgeschossen oder mit einem Katapult geschleudert werden. Mitunter benutzte man – wie bei der Falarika – brennbares Material, um sie vor dem Schleudern anzuzünden und eine höhere Kampfwirkung zu erzielen.

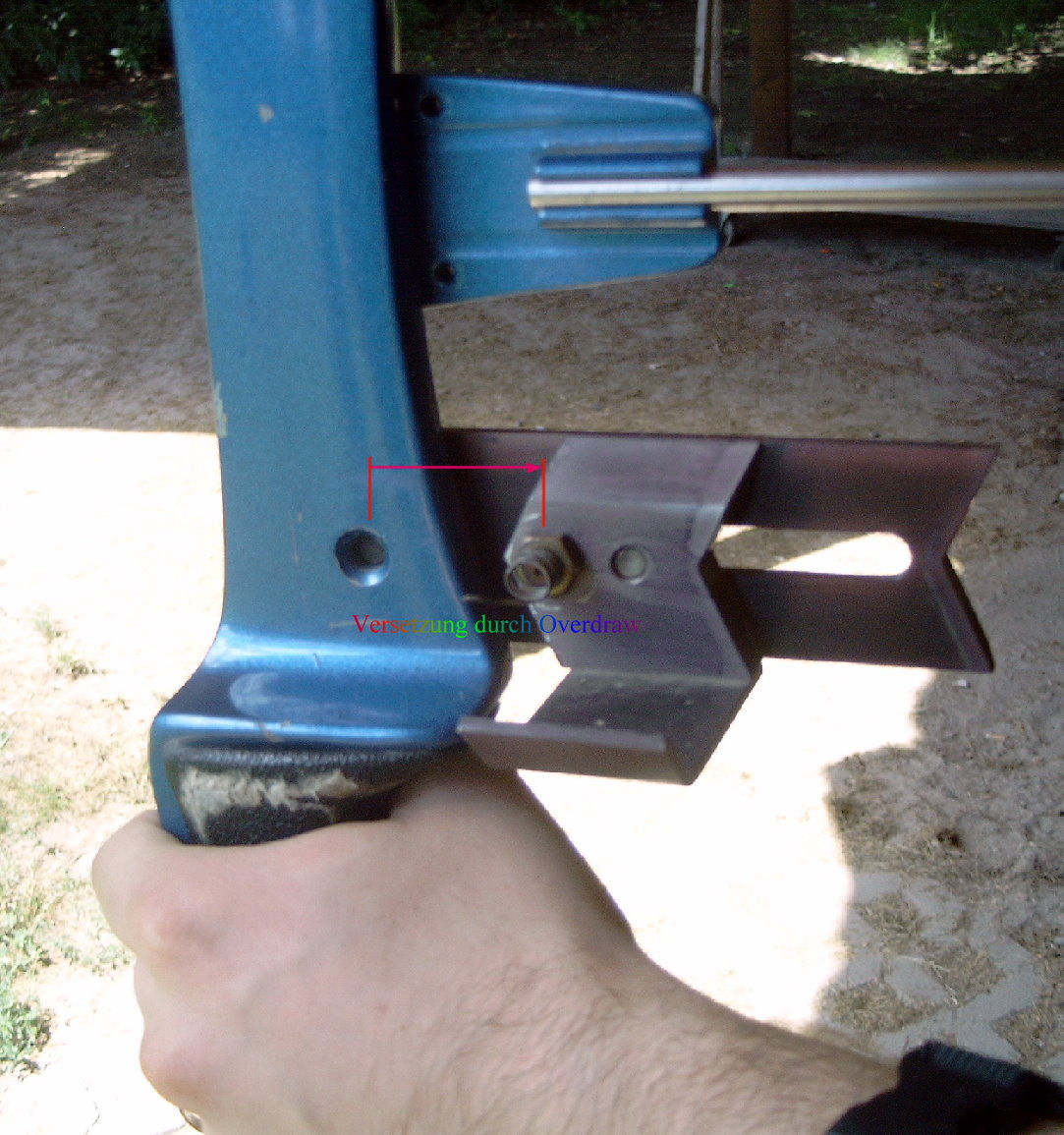
Der „overdraw“ versetzt die Pfeilauflage nach hinten

Moderne Bogen verwenden zusätzliche Auflagen, den „overdraw“, um Pfeile verschießen zu können, die kürzer als die Auszugslänge des Schützen sind. Ein leichterer Pfeil erreicht eine höhere Geschwindigkeit.
Auch das Geschoss eines Blasrohres wird Pfeil genannt, obwohl es wesentlich kleiner und leichter ist. Naturvölkern dient es als Giftpfeil meist der Jagd. Heutzutage wird das Blasrohr auch von Tierärzten eingesetzt, um Tiere zu betäuben oder ihnen Medikamente zu verabreichen. Außerdem werden Blasrohre weltweit als Sportgeräte benutzt. Gesundheitlich wurde die positive Vergrößerung des Lungenvolumens bei regelmäßigem Training erkannt, weshalb der Blasrohrsport sogar therapeutisch eingesetzt wird. Blasrohre sind in Europa erst seit dem Mittelalter bekannt. Sie entwickelten sich prähistorisch in Ostasien, Nord-, Süd- und Mittelamerika. Der Begriff Pfeil wurde auf ihre Geschosse übertragen, im Englischen heißen diese darts und nicht arrows „Bogenpfeile“.

## Aufbau
Der Pfeil ist prinzipiell ein gerader Stab, an dessen vorderem Ende eine Spitze und an dessen hinterem Ende Naturfedern oder Kunstfedern als Befiederung zur Stabilisierung angebracht sind. An hinterster Stelle befindet sich die Nocke, eine Einkerbung, die den Kontakt zur Bogensehne sicherstellt.
Pfeilgewichte werden traditionell in grain angegeben, ein grain entspricht 0,0648 Gramm. Heutige typische Pfeile haben etwa einige hundert bis ca. 500 grain, alte englische Kriegspfeile konnten aber auch mehr als 800 grain wiegen, also mehr als 52 Gramm.

### Schaft
Die Schaftform kann konisch (tapered), langgezogen fassförmig (barrel taper) oder zylindrisch sein (Standard). Wichtige Eigenschaft des Schaftes ist seine Biegesteifigkeit, sein Spine (siehe unten), der für beste Flugeigenschaften und damit Treffsicherheit auf Bogen und Schütze abgestimmt sein muss. Idealerweise ist ein Pfeilschaft nur wenig länger als der Auszug des Schützen.

#### Holzschäfte

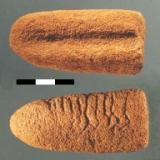
Pfeilschaftglätter aus rotem Sandstein der Federmesser-Gruppen, etwa 13.000 Jahre alt, 1981 in Niederbieber im Neuwieder Becken entdeckt. Das 71 × 34 × 22 mm große Stück trägt auf der Rückseite Gravuren.

Das traditionelle Schaftmaterial ist Holz. Im europäischen Neolithikum wurden Pfeile bevorzugt aus den Schösslingen des Wolligen Schneeballs gefertigt. Pfeilschaftglätter aus Stein, Knochen oder Geweih verwendete man paarweise seit Ende der letzten Kaltzeit, auch aus Sandstein, wie in der mesolithische Ahrensburger Kultur (Buxtehude-Immenbeck), in der neolithischen Bandkeramik- und der Hinkelsteinkultur. Im Mittelalter war Esche ein beliebtes Schaftmaterial.
Heute wird vor allem Lawsons Scheinzypresse (Chamaecyparis lawsoniana, in Amerika Port Orford-Cedar, kurz auch nur „Zeder“) oder Riesen-Lebensbaum (Thuja plicata, Western Red Cedar) verwendet. Aber auch Fichtenschäfte (leichter als Zeder) und Kiefernschäfte finden immer mehr Anhänger, da sie relativ leicht sind – heute verwendet man nicht mehr so hohe Zuggewichte – und aus heimischem Holz und preisgünstig produziert werden.

#### Schäfte aus anderen Materialien

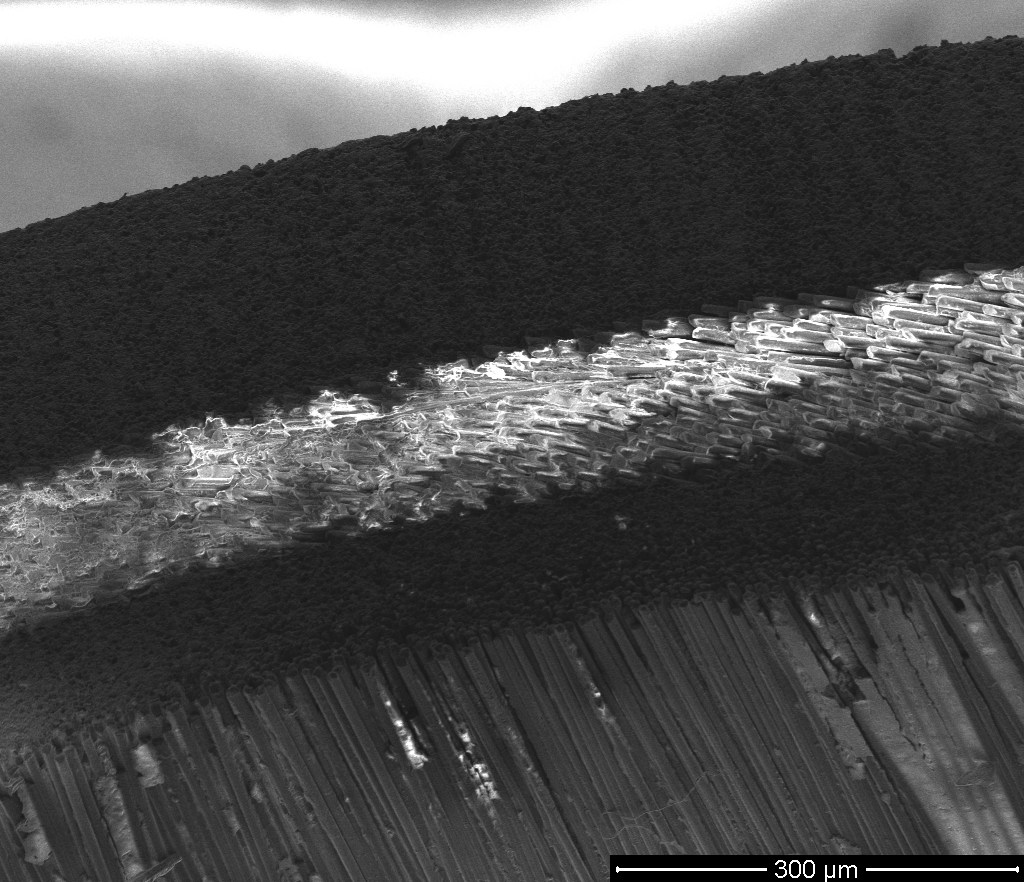
Rasterelektronenmikroskop-Aufnahme eines Carbonpfeils

Moderne Pfeilschäfte werden aus Materialien wie Aluminium, Kohlenstofffaser oder Kombinationen aus beiden hergestellt. Die Schäfte sind dünne Röhrchen, deren Biegesteifigkeit durch das Material, die Wanddicke und die Bauart bestimmt wird.
In Asien werden Pfeile auch aus Bambustrieben hergestellt (zum Beispiel das traditionelle Pfeilmaterial im Kyūdō oder der Beder auf Java). Die zuvor unregelmäßig geformten, 2-jährigen Halme des Pfeilbambus werden dazu in mehreren Schritten unter Erwärmen über einem offenen Feuer gerichtet und mit Steinen geschliffen. Bei Bambuspfeilen werden an den Enden Fadenwicklungen angebracht, um ein Aufspalten des Schaftendes durch den eingesetzten Schaft der Pfeilspitze beim Schuss zu verhindern. Aufgrund des natürlichen Hohlraumes und seiner für einen Naturstoff herausragenden Zugfestigkeit des Faserverbundes erreicht ein Bambusschaft insgesamt bei gleicher Masse höhere Festigkeitswerte als ein Vollholzschaft (Biegezugfestigkeit).
Ein typischer Pfeilschaft aus Bambus ist etwa 1⁄3 Zoll (8,5 mm) dick. Standarddicken sind 5⁄16″ (7,9 mm), 11⁄32″ (8,7 mm) und 23⁄64″ (9,1 mm).

#### Spine-Wert

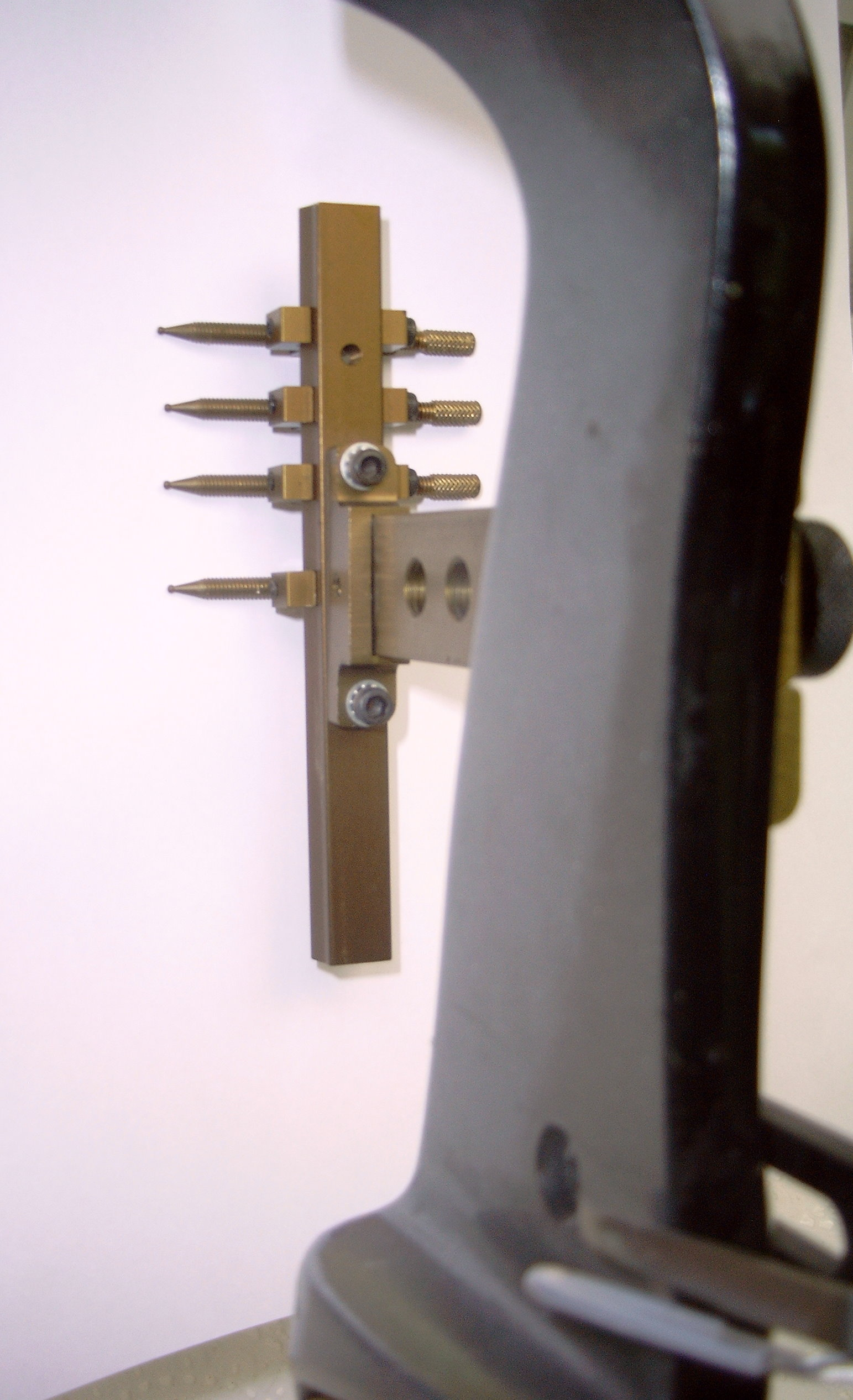
Schussfenster mit Sicht auf ein Stift- oder Pinvisier

Der sog. Spine-Wert, kurz Spine, ist eine Maßzahl für die Biegesteifigkeit des Pfeils und wird traditionell in englischen Pfund angegeben, und zwar so, dass der Wert in etwa der Zugstärke eines englischen Langbogens entspricht, für den der Pfeil geeignet wäre. Der ideale Spine-Wert hat für jeden Schützen zusätzlich eine individuelle Komponente. Die Anpassung des Spine an Bogen und Schütze ist besonders bei den traditionellen Schützen wichtig, da die Sehne sich beim Schuss genau auf den Bogen zubewegt, der Pfeil sich aber um den Bogen herumwinden muss (Archer’s Paradox). Ein falscher Spine führt zu schlechten Flugeigenschaften, beispielsweise zu einem unruhigen Flug, einer Seitenabweichung von der geraden Flugbahn oder dem unerwünschten Anschlagen des Pfeilschafts an den Bogen – die Treffsicherheit leidet. Idealerweise sollten die Schwingungen des Pfeilschaftes nach einigen 10 Metern Flug gedämpft sein.
Ermittelt wird der Spine, indem man den Pfeil auf zwei Stützen mit definiertem Abstand auflegt und ein zugehöriges Gewicht in der Pfeilmitte anhängt oder auflegt und die resultierende Durchbiegung an der Stelle der Belastung misst. Das Prinzip entspricht der experimentellen Ermittlung des Biegemoduls im 3-Punkt-Biegeversuch bei einem normierten Stützpunkabstand von ursprünglich 26 Zoll und einem mittigen Belastungsgewicht von ursprünglich 2 englischen Pfund (lbs), das sind rund 908 g. Die Durchbiegung des Pfeilschaftes von der Horizontalen an der unterseitig tiefsten Stelle wird in 1/1000 Zoll gemessen und als statischer Spinewert bezeichnet (im Gegensatz zum dynamischen Spinewert) und je nach Schafttyp in die verwendete sporttechnische Einheit konvertiert. Je kleiner der Wert, desto steifer ist der Pfeil und desto größer ist der konvertierte Wert in Pfund für die traditionelle Angabe, welche sich auf die Zugstärke des Bogens bezieht (AMO-Standard Messmethode, auch als ATA-Standard zu finden, siehe Archery Trade Association).
Beim proprietären ASTM-Standard der Firma Easton (auch als „Easton-Standard“ zu finden) beträgt die Stützweite der Auflager 28 Zoll und das Gewicht hat dabei 1,94 Pfund (880 g).
AMO Spine
{\displaystyle {Spine}_{AMO}={Durchbiegung}\left[{\tfrac {1}{1000}}''\right]\quad } bei 26″ Stützweite, 2 lbs mittige Belastung.
ASTM Spine
{\displaystyle {Spine}_{ASTM}={Durchbiegung}\left[{\tfrac {1}{1000}}''\right]\quad } bei 28″ Stützweite, 1,94 lbs mittige Belastung.
Umrechnung Durchbiegung
{\displaystyle {Spine}_{AMO}=0{,}825\cdot {Spine}_{ASTM}}
Spine in Pfund Zuggewicht
{\displaystyle {\begin{aligned}{Spine}\ \left[{lbs},{\#}\right]&={\frac {26''\cdot 1000}{{Spine}_{AMO}}}={\frac {26''\cdot 1000}{0{,}825\cdot {Spine}_{ASTM}}}\end{aligned}}}
Zur Messung des Spines kommt ein Spinetester zur Anwendung.
Für Holzschäfte wird üblicherweise AMO-Standard gemessen und angegeben. Holzschäfte werden entweder in Gruppensortierung von 5 lbs geliefert (41–45 #, 46–50 # u. a.) oder gegen Aufpreis pro Schaft mit einer angegebenen Genauigkeit „handgespined“, beispielsweise auf ±1 lbs genau. Bei handgespineten Schäften ist meist der Spinewert auf jedem Schaft handschriftlich vermerkt, z. B. 50#, sprich „Fünfziger Spine“ oder „Spine fünfzig“.
Die folgende Tabelle erleichtert die Umrechnung zwischen AMO-Standard und Spine in Pfund (nach der Formel: AMO-Spine = 26000 / Zugkraft des Bogens).
| AMO-Spine in 1/1000 Zoll | Spine in Pfund |
| ------------------------ | -------------- |
| 1300                     | 20             |
| 1040                     | 25             |
| 867                      | 30             |
| 743                      | 35             |
| 650                      | 40             |
| 578                      | 45             |
| 520                      | 50             |
| 473                      | 55             |
| 433                      | 60             |
| 400                      | 65             |
| 371                      | 70             |
| 347                      | 75             |

Generell gilt, je stärker der Bogen, je länger der Pfeil oder Auszug und je schwerer die Pfeilspitze, desto steifer muss der passende Pfeilschaft sein. Allerdings haben moderne Bögen in der Regel ein „Schussfenster“, eine Aussparung im Bogenkörper. Diese ermöglicht eine der Bogenmittelachse nähere Auflage des Pfeils, wodurch die erforderliche Amplitude der Pfeilbiegung bei der Windung um den Bogenkörper herabgesetzt wird. Einige Bögen besitzen auch einen Aufbau, der eine zentrierte Lage des Pfeils in der Auswurfebene der Bogensehne ermöglicht, wodurch der Pfeil in gerader Linie abgeschossen wird – das „Herumwinden“ um den Bogenkörper entfällt.
Ist der Pfeil zu weich, kann er beim Lösen splitternd brechen und schwerste Verletzungen vor allem der Bogenhand, teilweise im Gesichts- und Halsbereich verursachen.

#### Cresting

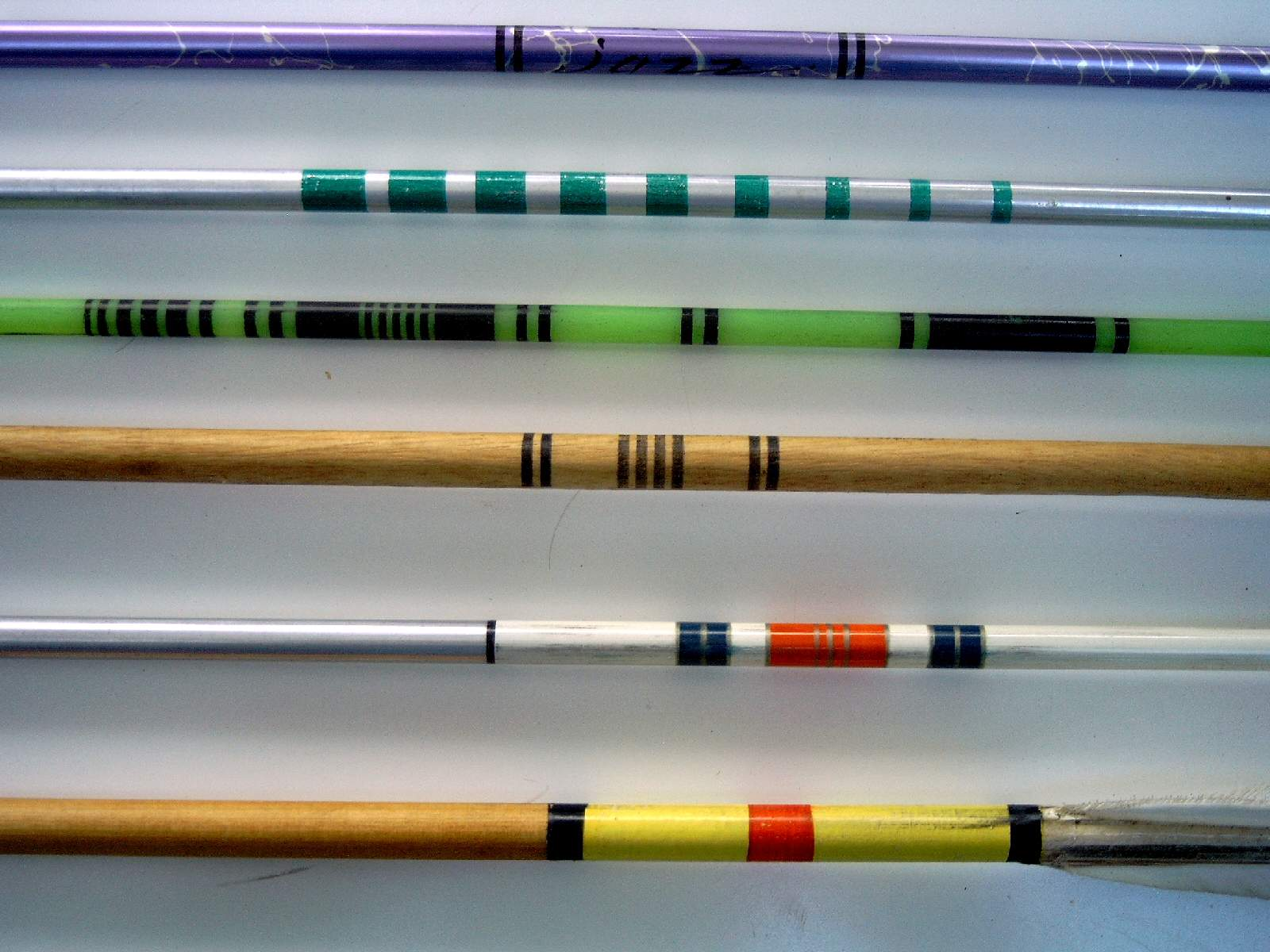
Cresting

Das Verzieren und die Bemalung des Pfeilschaftes zur individuellen Kennzeichnung mit Lack wird als „cresting“ bezeichnet. Der Pfeil wird verschönert, unverwechselbarer und durch die auffallenden Farben gut sichtbar. Um den zeitraubenden Arbeitsvorgang zu beschleunigen, kam man auf die Idee, bedruckte Folien zu verwenden, die sogenannten „arrowwraps“.

#### Arrowwraps
Unter dieser Bezeichnung wird eine bedruckte Hochleistungsfolie angeboten, die um den Pfeilschaft zur Verbesserung der Eigenschaften geklebt werden kann. Die Wetter- und UV-Festigkeit der Folie inkl. dem Farbaufdruck wird mit mindestens 7 Jahre bei ständigem Außeneinsatz bei allen Bedingungen zwischen −45 und +95 °C angegeben. Die Folie ist etwa 3/100 mm stark und an ihre Haftung werden hohe Anforderungen gestellt. Die Klebeverbindung des „wraps“ kann durch Tauchen in kochendes Wasser gelöst werden.

### Spitze

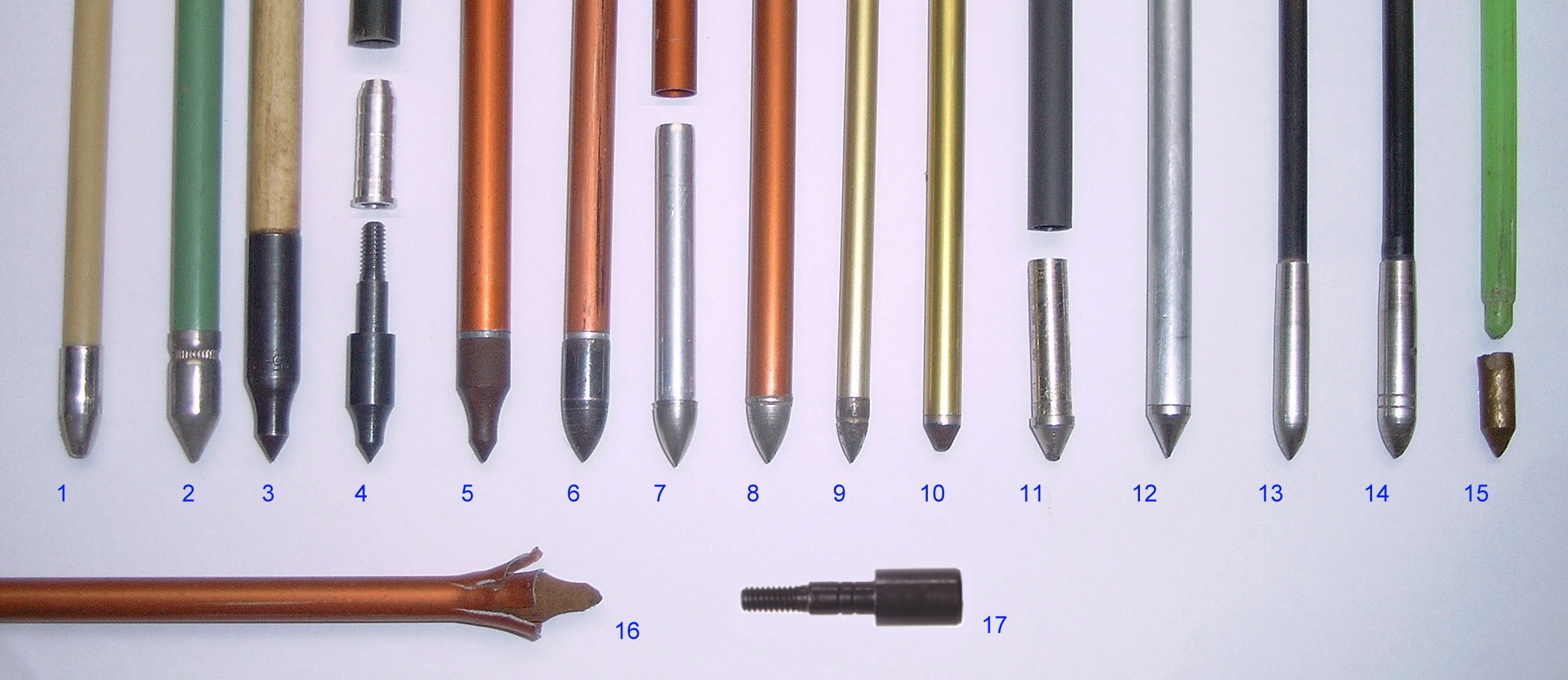
Auswahl verschiedener Pfeilspitzen:
1 u. 2 – Anfängerpfeile aus Holz mit Blechspitze,
3 – Zedernholzschaft mit Feldspitze,
4 – Feldspitze mit „insert“ auf Glasfaserschaft,
5 – Feldspitze auf Aluschaft,
6, 7, 8, 9, 13, 14 – „bullet“-Spitzen,
7 u. 11 – unterschiedliche Scheibenspitzen-„insert“ für Alu-/Carbonpfeilschäfte,
10, 11, 12 – Kegelspitzen-„insert“,
11, 13, 14 – Carbonschäfte mit verschiedenen Durchmessern,
15 – Messingspitze vor Glasfaserschaft,
16 – Ein zerstörter Aluminium-Pfeilschaft nach einem Steintreffer,
17 – eine „blunt“-Spitze

Die Pfeilspitze besteht im Allgemeinen aus Metall. Aus prähistorischer Zeit sind aber auch Spitzen aus Feuerstein, Schiefer und Knochen bekannt. Prinzipiell kann man auch den hölzernen Schaft anspitzen und im Feuer härten, aber da sich solche Pfeile schlecht erhalten, weiß man nichts über die tatsächliche prähistorische Verwendung zugespitzter Pfeile.

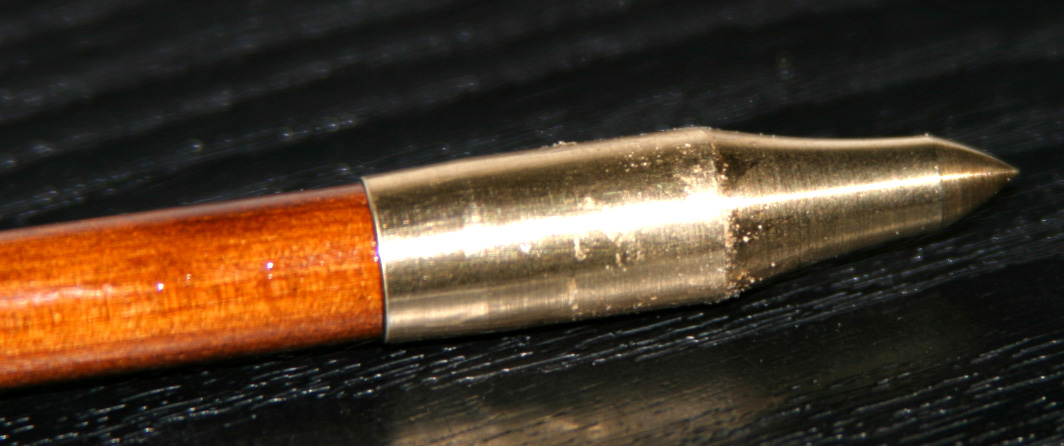
Geschraubte Messingpfeilspitze

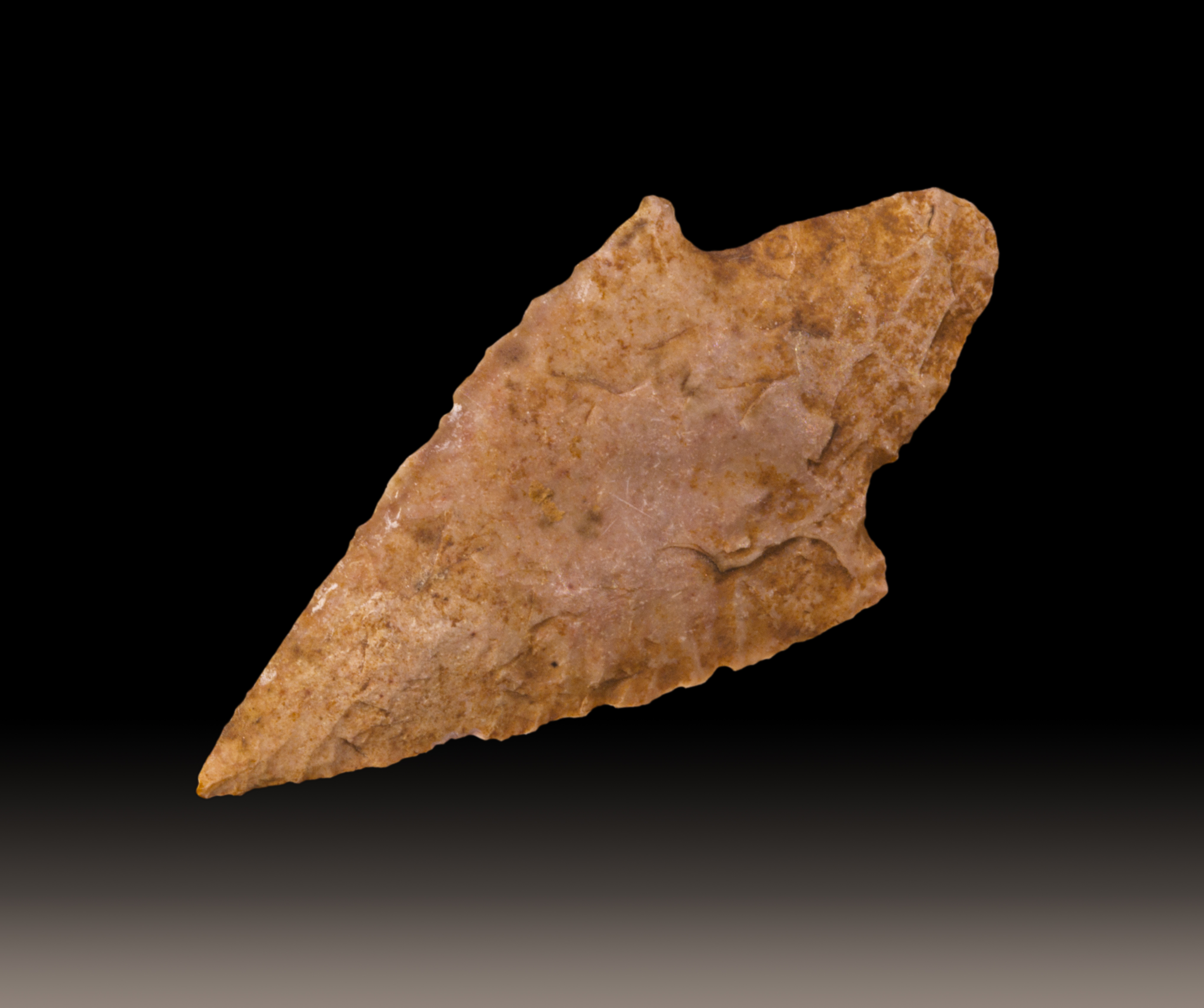
steinzeitliche Pfeilspitze

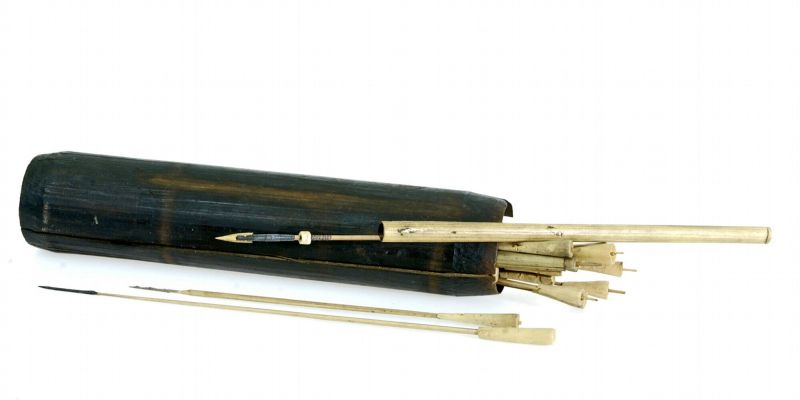
Verschiedene ostasiatische Blasrohr-Pfeile mit Bambus-Köcher, verschiedene Pfeilspitzen und Giftpfeil (dunkle Spitze, ganz vorne), Exponat, vor 1904, Tropenmuseum, Amsterdam

Die Spitze kann entweder als Hülse auf einen konisch geformten Schaft aufgesetzt werden, oder ein Dorn an der Spitze wird in eine Bohrung bzw. Kerbe im Schaft gesetzt. Die Spitzen werden durch Kleben oder Aufschrauben befestigt. Mittelalterliche Spitzen waren oft zusätzlich mit einer Garnwicklung gesichert.
Heutige Spitzen für den Sport sind meist einfache, gedrehte Metallspitzen, die als Hülse aufgesetzt werden und die darauf ausgelegt sind, die Ziele so wenig wie möglich zu beschädigen und das Ziehen des Pfeiles zu erleichtern. Moderne Jagdspitzen haben entweder zusätzlich ein Blatt mit geschärften Schneiden („broadhead“) oder stumpfe, ausgedehnte Spitzen („blunts“), um das Wild zu betäuben.
Vor allem zu Kriegszwecken gab es früher zahlreiche weitere Spitzenformen. Typisch war die Ahl-Spitze (engl.: „bodkin“-Spitze), welche durch ihre lange schmale Keilform in die vernieteten Ringe des Kettenhemdes eindringen und sie so aufsprengen konnte. Zudem war sie sehr einfach zu schmieden. Die Spitze eines Brandpfeils hatte direkt hinter der eigentlichen Spitze einen metallenen Käfig, in dem brennbares Material angebracht werden konnte, so dass die Hitze direkt auf das Ziel wirkte, den Schaft aber nicht vorzeitig beschädigte. Zum gezielten Töten von Pferden, die seltener als ihre Reiter durch eine Rüstung geschützt waren, verwendete man besonders breite Pfeilspitzen.
Paulos von Aigina aus der Schule von Alexandrien schrieb im 6. Jh. eine Abhandlung über Pfeilverwundungen. Dabei unterschied er verschiedene Formen von Pfeilspitzen. So gab es Pfeile, die mit Widerhaken versehen waren, die gegen die Schussrichtung ausgerichtet sind. Sie erschweren oder verhindern das Herausziehen (Extraktion „per expulsionem“) und er riet, sie wenn möglich hindurchzustoßen und auf der anderen Seite herauszuziehen (Extraktion „per impulsionem“). Es gab auch Widerhaken mit Ausrichtung in Schussrichtung. Diese konnte man nicht hindurchstoßen, aber herausziehen. Ferner gab es Spitzen, deren Widerhaken sowohl mit als auch gegen die Schussrichtung ausgerichtet waren und deren Form an einen Blitz erinnerte. Solche Spitzen erschwerten beide Arten der Entfernung. Er beschrieb auch Pfeile, deren Widerhaken Gelenke haben und sich erst beim Herausziehen spreizen. Außerdem beschrieb er, dass einige Pfeilspitzen mittels eines Dornes, andere mittels einer kleinen Röhre am Schaft befestigt sind. Aulus Cornelius Celsus beschreibt den „Löffel des Diocles“ als ein chirurgisches Instrument, um bei sonst nicht entfernbaren Pfeilspitzen die Widerhaken abzudecken oder abzubrechen. Konnte der Pfeil nicht per Ziehen oder Durchdrücken entfernt werden, weil beispielsweise die Spitze fest im Knochen steckte, kamen verschiedene, auf Wunde und Pfeilschaft aufgetragene „Lösungsmittel“ zum Einsatz, um den Schaft oder die Verbindung von Spitze und Schaft aufzuweichen. Der Schaft wurde gezogen, die Spitze verblieb im Körper. Oft bestand diese Methode lediglich aus einem absichtlich feuchten Verband der Wunde, um durch Nekrotisierung des Gewebes entlang des Schaftes und erhöhte Wundsekretion denselben Effekt zu erzielen. Der Pfeil oder Schaft sollte über Tage oder Wochen aus dem Körper herausfaulen. Die meisten derart Pfeilverwundeten überlebten diese Behandlungsmethode nicht.
Die heute so genannten „Sehnenschneider“ waren Spitzen, die in ein breites Blatt ausliefen, das nach vorne offen halbmondförmig endete und dessen vordere Seite als Schneide geschliffen war. Der tatsächliche Kriegseinsatz solcher Spitzen ist unklar. Insbesondere, ob diese tatsächlich gegen Seile eingesetzt wurden, ist umstritten. Moderne Versuche ergaben allerdings ein enormes Verletzungspotential bei Weichteiltreffern. Denkbar ist auch der Einsatz bei der Jagd.
Vergiftete Pfeilspitzen waren historisch einerseits zur Jagd vorgesehen, zum Beispiel um im unwegsamen Urwaldgelände eine Flucht der Beute zu verhindern oder mit schwachen Bögen auch große Beute zu erlegen. Andererseits wurden sie zu Kriegszwecken genutzt, um die Wirkung nicht unmittelbar tödlicher Treffer zu erhöhen. In Europa und Japan war der Einsatz von Giftpfeilen jedoch als „unritterlich“ verpönt (was den gelegentlichen Einsatz nicht ausschloss). Als Gift dienten in Südamerika zum Beispiel Curare und das Hautsekret von Pfeilgiftfröschen, in Europa zum Beispiel Extrakte des Eisenhuts. Das im Hundertjährigen Krieg in Frankreich aufkommende Gerücht, die Engländer würden ihre Pfeile vergiften, lässt sich u. U. darauf zurückführen, dass die englischen Schützen ihre Pfeile zur Bereitschaft für schnelles Schießen vor sich in den Boden steckten, wodurch z. B. Sporen von Wundstarrkrampf- und Gasbranderregern in die verursachten Wunden gelangen konnten. Der medizinische Fachbereich der Toxikologie hat seinen Ursprung in der Behandlung vergifteter Pfeilwunden und der Erforschung von Pfeilgiften. Griechisch: Toxikon stammt von Toxon (τόξον „Pfeil“) und bedeutet „pfeilerisch“.
Im Sportbereich, insbesondere beim Roven, also dem Bogenschießen auf Gegenstände in der freien Natur, werden heutzutage auch stumpfe Spitzen, also Judopoints oder Gummiblunts verwendet. Ungespitzte Pfeile bleiben meist nicht in Holzstümpfen stecken und vergraben sich bei Fehlschüssen nicht so tief in die Erde, so dass sie leichter wieder auffindbar sind.

### Befiederung
Im Laufe der Geschichte wurden für Pfeile die unterschiedlichsten Befiederungen verwendet, wobei mittelalterliche Bogenschützen Gänsefedern bevorzugten. Die Befiederung dient im Wesentlichen dazu, den aerodynamischen Druckpunkt weit genug hinter den Schwerpunkt zu legen. Nur dadurch kann der Pfeil stabil der Flugparabel folgen. Wenn die Federn schräg zur Längsachse des Pfeils angebracht werden, rotiert er. Bei bestimmten Pfeilformen kann dies die Flugbahn stabilisieren.
An historischen Pfeilen wurden 2–4 Federn gefunden, an modernen „Flu-Flu“-Pfeilen (für kurze Distanzen) kommen auch 6 Federn zum Einsatz.
Heute werden (abgesehen von selbstgefundenen oder gerupften Federn von Gänsen, Möwen oder Krähen) im Allgemeinen drei Arten von Federn eingesetzt:

#### Truthahnfeder

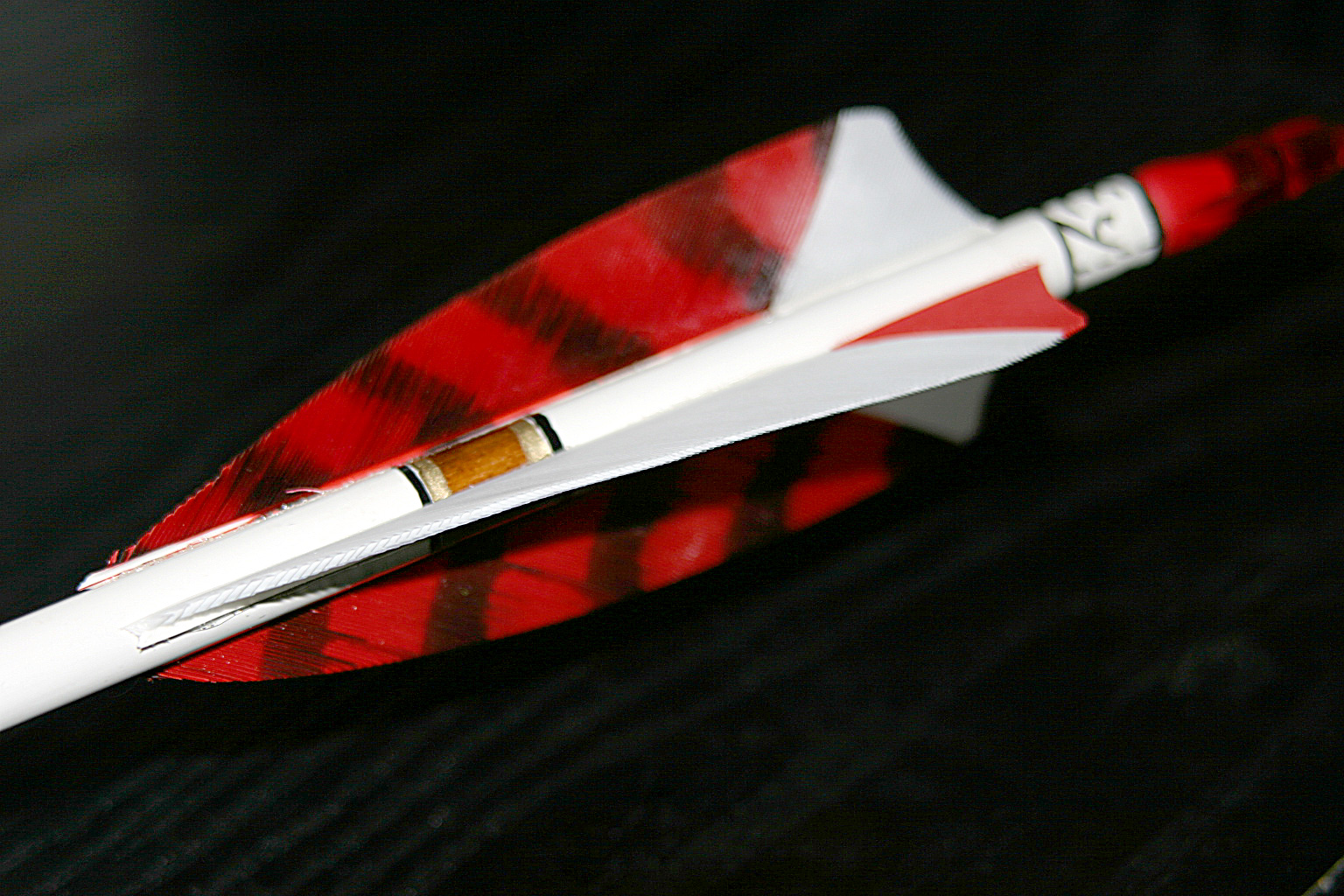
Gespleißte Befiederung aus gefärbten Truthahnfedern

Eine solche gibt es in verschiedenen Längen (3 bis 5,5 Zoll oder volle Länge), Formen (Parabol, Schild, DoppelParabol, DoppelSchild u. a.) und Farben (natur, signalgelb), die hauptsächlich beim Traditionellen Bogenschießen und Feldturnieren oder 3D-Turnieren benutzt werden (3D-Turniere: Es wird mit Pfeil und Bogen auf dreidimensionale Ziele, meist Tierattrappen oder Fantasiegeschöpfe, aus Kunststoff geschossen). Federn voller Länge werden von Hand oder mittels einer Federstanze in eine gewünschte Form geschnitten oder unbeschnitten damit ein Flu-Flu Pfeil befiedert.
Es gibt links- und rechtsgewundene Federn, eine Bezeichnung für die natürliche Krümmungsrichtung einer Feder, je nachdem ob sie vom rechten oder linken Flügel des Vogels stammt. Ein Schütze verwendet für einen Satz Pfeile (ein Dutzend oder ein halbes Dutzend) üblicherweise ausschließlich Federn einer bestimmten Richtung. Die Windungsrichtung der Feder erzeugt die Rotationsrichtung des Pfeiles im Flug. Durch Rotation gewinnt der Pfeil mit seinem Drehimpuls ein zusätzlich flugstabilisierendes Trägheitsmoment gegen Krafteinwirkungen senkrecht zur Flugbahn. Dadurch wird zusätzlich die transversale Schwingung des Schaftes schneller gedämpft. Um eine stärkere Rotation zu erzeugen, werden die Federn oft leicht schräg, im Prinzip einer Schiffsschraube, angebracht. Weil das Erzeugen und Aufrechterhalten der Rotation Energie benötigt, geht diese Rotationsenergie von der Bewegungsenergie des Pfeiles in Flugrichtung verloren – je stärker die Rotation, desto stabiler der Flug, desto langsamer der Pfeil.
Natürliche Federn haben den Nachteil, dass sie sich bei Nässe vollsaugen und am Schaft anliegen. Daraus folgt eine schlechtere Stabilisierung des Pfeils. Dem kann mit diversen käuflichen Mitteln laut Hersteller entgegengewirkt werden. So gibt es Pulver oder Sprays zur Imprägnierung. Der große Vorteil von Naturfedern bei Turnieren im Gelände ist folgender: Falls die Befiederung eines Pfeils ein Hindernis, zum Beispiel einen Baumast, streift, wird der Pfeil nicht so stark wie ein kunststoffbefiederter abgelenkt. Der gleiche Vorteil kommt auch beim Abschuss zur Geltung. Wenn der Pfeil den Bogen verlässt, streifen die Federn je nach Schussweise das Bogenfenster, die Auflage oder den Handrücken. Echte Federn richten sich dann innerhalb von wenigen Millisekunden auf und stabilisieren den Pfeilflug optimal. Bei gleicher Federfläche sind Naturfedern leichter als andere Befiederungsmaterialien.

#### Adlerfeder
Im Kyūdō gelten Adlerfedern als die beste Qualität, da sie auch einem Aufprall der Feder auf Stein widerstehen. Aus Gründen des Artenschutzes sind Adlerfedern sehr teuer, ein einziger Pfeil kann mehrere hundert Euro kosten. Zu Trainingszwecken werden heute auch hier meist Truthahnfedern verwendet.
Die Befiederung an Kyudo-Pfeilen ist länger als an europäischen Pfeilen und gerade angebracht. Die Rotation des Pfeils wird ähnlich wie beim Auftrieb von Flugzeugen durch das „Tragflächen“-Profil der Feder erzeugt. Es wird pro Durchgang jeweils ein Pfeil mit rechten („Haya“) und ein Pfeil mit linken Federn („Otoya“) verschossen, dies wird historisch gerne damit begründet, dass der zweite Pfeil (bei einem Meisterschützen) durch die geringfügig anderen Flugeigenschaften den ersten Pfeil nicht auf die Nocke trifft und damit zerstört. In der Praxis wird man allerdings aus praktischen Gründen beide Schwingen des Adlers genutzt haben.

#### Kunststofffeder

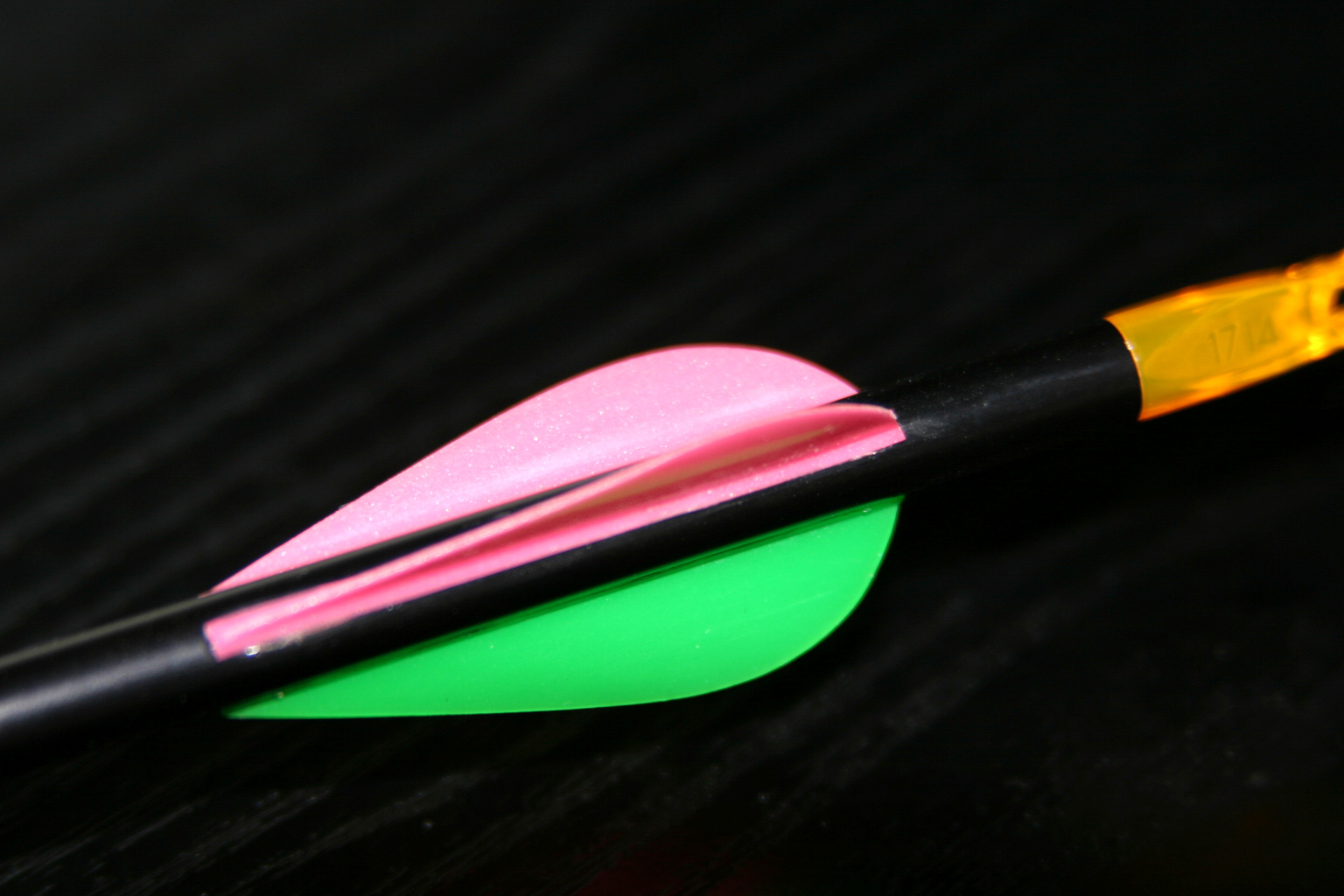
Kunststoffbefiederung eines Sportpfeils

Ist die am weitesten verbreitete Federart, die es in verschiedenen Längen und Steifigkeiten gibt. Die sportliche Elite benutzt für lange Distanzen (im Freien bis 90 Meter) sogenannte Spin Wings. Sie sind ebenfalls aus Kunststoff und sind parallel zur Pfeilachse eingedreht, sodass sie sich noch schneller drehen.

#### FOB-Vanes
Für Pfeile von Compound-Bögen gibt es mit FOB („Fletching Only Better“) eine Befiederung, deren Form sich an Mantelpropeller anlehnt. Dabei handelt es sich um einen dreiflügliger Propeller mit einem äußeren Ring, der als Plastikteil auf den Pfeilschaft gesteckt wird. Der Propeller treibt im Flug eine schnelle Drehung des Pfeils an. In FOB-Befiederung ist meist eine Turbo-Nock integriert.

#### Flu-Flu Befiederung

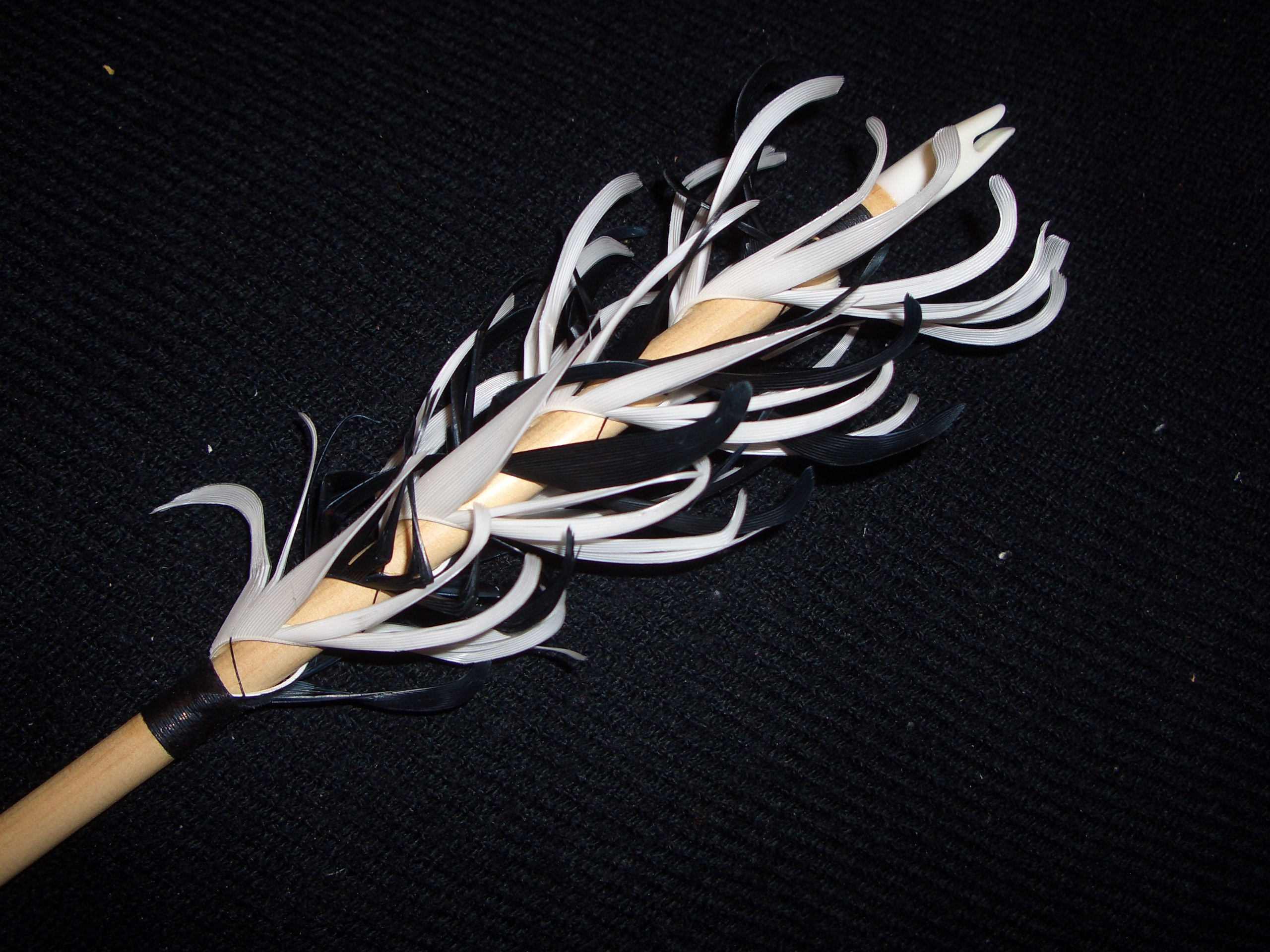
Flu-Flu-Befiederung

Ein Flu-Flu-Pfeil bezeichnet einen Pfeil für einen Bogen, der speziell für kurze Distanzen gestaltet ist. Damit eignet er sich u. a. besonders bei Schüssen auf fliegende oder hoch liegende Ziele, beispielsweise auf Bäumen. Der Flu-Flu fliegt nicht weit und ist deshalb bei Verfehlen des Zieles – auch wegen seiner auffälligen Befiederung – leichter wieder zu finden.
Ein Flu-Flu-Pfeil wird so gestaltet, dass er nach kurzer Flugzeit einen relativ hohen Luftwiderstand besitzt. Anfangs, direkt nach dem Verlassen des Bogens legen sich die Federn an, nach kurzer Flugdauer richten sie sich auf, durch die dann übergroße Fläche bremst der Pfeil plötzlich stark ab und fällt teilweise fast senkrecht vom Himmel.
Dies wird durch eine spezielle Befiederung erreicht. Mögliche Techniken sind hierbei eine spiralförmige Wicklung einer oder zweier Federn voller Länge um den Schaft, ohne Höhenbeschneidung der Fahne – das Aussehen des Pfeiles erinnert an eine Klobürste – oder das Anbringen besonders großer oder buschiger Federn oder die Verwendung von vier bis sechs Federn anstelle der üblichen drei.

### Nock
Um zu gewährleisten, dass der Pfeil sicher auf der Bogensehne sitzt, besitzt das hintere Pfeilende eine Nock. Diese ist so eng, dass der Pfeil von selbst auf der Sehne hält, aber noch so locker, dass der Pfeil sich beim Abschuss leicht löst, ohne gebremst zu werden.

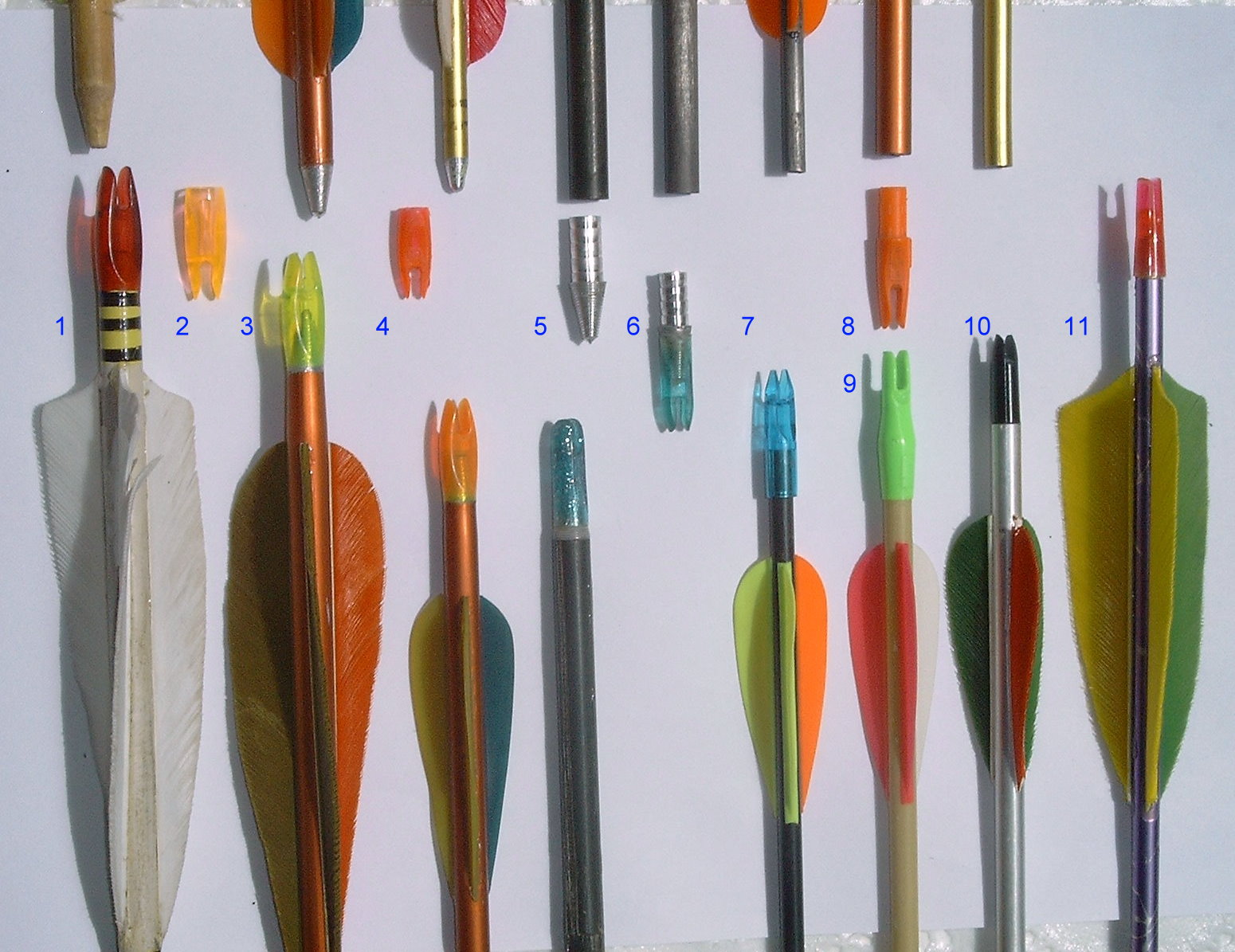
Verschiedene Befiederungen und Pfeilnocken auf
1 – Holzschaft,
3, 4, 10, 11 – Aluschaft,
5 u. 6 – Glasfaserschaft,
7 – Carbonschaft
Befiederung mit sichtbarem Drall: 1 – rechtsdrehend, 3 – linksdrehend

#### Selfnock
Ursprünglich bestand die Nock aus einem in das Schaftende eingesägten oder eingeschliffenen Schlitz.
Dieser muss senkrecht zum Querschnittsverlauf der Holzmaserung eingeformt sein, um zu verhindern, dass sich der Schaft durch den Druck der Sehne spaltet. Zur zusätzlichen Stabilität kann unterhalb der Nock hinter der Befiederung eine Umfangswicklung aus einem Garn angebracht werden. Um die Nock weiter zu verstärken, wird teilweise ein Inlay aus einem harten Holz, Horn oder Knochen eingeklebt, in das dann der Nockschlitz gesägt wird. Zum Sägen oder Einschleifen der Nock gibt es heute Spezialwerkzeuge.

#### Aufgeklebte Nock
Die modernen Pfeile besitzen eine Nock aus Kunststoff, die auf den Schaft aufgesteckt und eingeklebt wird. Zur Verwendung kommen verschiedene Klebstoffe, zum Beispiel Sekundenkleber, Zweikomponentenkleber oder Heißkleber. Kann die Nock nicht auf einen vorhandenen Konus geklebt werden, findet bei Pfeilschaftröhren ein „insert“-Adapter Verwendung, der zur Abgrenzung von Inserts für schraubbare Pfeilspitzen häufig als „Bushing“ bezeichnet wird. Oft wird die Nock auch nur aufgesteckt und eventuell mit etwas Garn an den individuellen Schaft angepasst, um später ein problemloses Austauschen oder Drehen der Nock zu ermöglichen. Für Holzschäfte gibt es spezielle Spitzer, um am Schaftende den passenden Konus zum Innenkonus der Klebenock zu formen. Analog zum Selfnock wird beim Holzschaft der Schlitz der Nock senkrecht zum Verlauf der Querschnittsmaserung ausgerichtet.

#### Turbo-Nock
Bisherige Nock waren mit einem axialen Ausschnitt bzw. Schlitz versehen. Diese Neuerung besitzt den gleichen Ausschnitt, jedoch ist dieser mit einem Drall versehen. Nach dem Abschuss wird der Pfeil durch diesen neuen „Nockdrall“ beim Verlassen der Bogensehne in eine Drehbewegung gebracht, welche zwischen 4.000 und 9.000 Umdrehungen pro Minute erreichen kann. Dabei geht die der Rotation zugeführte Rotationsenergie von der Bewegungsenergie des Pfeiles in Flugrichtung verloren, der Pfeil fliegt stabiler, ist jedoch langsamer als ohne oder mit weniger Rotation. Die Turbo-Nock kann einzeln oder auch in einem Guss mit sehr kurzen (Plastik-)Federn hergestellt werden. Dies wird auf die (Carbon-)Pfeilschaftröhre aufgesteckt und eingeklebt.

#### Leucht-Nock
Damit der Flug des Pfeils aus Sicht des Schützen auch bei wenig Licht gut verfolgt, angeschossenes Wild oder ein abhandengekommener Pfeil leichter wiedergefunden werden kann, gibt es Nock, die mit Farb-LED und (Lithium-)Batterie ausgestattet sind. Bei einer Bauweise (Lumenok) wird die kleine langzylindrische Batterie mit koaxialem Stiftkontakt voran und einem O-Ring in der Gehäuserille drehend von vorne in die Nock gesteckt. Diese wird in das Rohrende des Pfeils gesteckt und ein kleines Stück wieder herausgezogen, um das Licht auszuschalten. Beim Abschuss wird sie unter dem Sehnendruck wieder hineingeschoben. Dadurch schließt sich der Stromkreis und die LED leuchtet.

## Die Physik des Pfeils

### Kinetische Energie
Kinetische Energie in Zusammenhang mit dem Gebrauch von Pfeil und Bogen ist ein Standardbegriff der Bogensportindustrie.
Die physikalischen Grundlagen und Zusammenhänge sind wie folgt:
- Kinetische Energie ist ein Maß den Energieinhalt eines bewegten Objektes zu beschreiben.
- Die kinetische Energie eines Objektes, welches mit einem anderen Objekt kollidiert, sagt aus wie hart ein Aufschlag sein kann.
- Die kinetische Energie kann dazu benutzt werden, die Effizienz des Bogens anzuzeigen.
- Mit zunehmender Pfeilmasse steigt die Energieausbeute (Effizienz) des Bogens an.

Die Ableitung der Penetrationsfähigkeit eines Pfeils in einem Körper, kann aufgrund ihrer Definition mit der kinetischen Energie nicht beschrieben werden.

### Moment und Impuls
Das Moment ist ein Maß für den vorwärts gerichteten Impuls, beziehungsweise dessen vorwärts gerichteten Kraftvektor.
Moment oder Impuls ist das Produkt aus Masse und Geschwindigkeit.
{\displaystyle {\vec {p}}=m\cdot {\vec {v}}}
Das Moment als physikalischer Faktor, kann innerhalb einiger Randbedingungen für die Ableitung der Penetrationsfähigkeit eines Pfeils herangezogen werden. So penetriert von zwei identisch gebauten Pfeilen, die sich mit der gleichen Geschwindigkeit bewegen, derjenige besser weiches Gewebe, welcher die größere Masse hat. Wenn alle weiteren Randbedingungen wie Jagdspitze, Gewichtsverteilung, Angriffswinkel usw. gleich sind, ist das Moment eines Jagdpfeils proportional zur Gewebepenetration.
Wie ein Pfeil gebaut ist, bestimmt damit mit welchen Wirkungsgrad der Pfeil den Kraftvektor, der ihm im Flug zur Verfügung steht, zur Penetration nutzen kann. Das bedeutet, je schwerer ein Pfeil ist, desto länger behält er sein Moment und er kann daher tiefer, zum Beispiel im Gewebe, penetrieren.

### Reibung
Die Reibung spielt bei der Pfeilpenetration eine entscheidende Rolle. Die Anlagefläche der Pfeilkomponenten und die Silhouette, Broadhead, Schaft und Befiederung, die ein Pfeil durch seine Bauart bietet, sorgt für einen sehr hohen Anteil an Reibung im Medium. Beim Pfeilflug und der Penetration eines Körpers wird je nach Medium, welches der Pfeil durchfliegt (Luft, Gewebe, Knochen etc.) auch in den Reibungsarten gewechselt.
Die Widerstandskraft {\displaystyle F_{\mathrm {W} }} ist proportional zum Produkt aus {\displaystyle c_{\mathrm {W} }}-Wert und Bezugsfläche, welches als Widerstandsfläche bezeichnet wird.
Man erhält die Widerstandskraft aus
{\displaystyle F_{\mathrm {W} }=c_{\mathrm {W} }\,A\,{\frac {1}{2}}\,\rho v^{2}}
Wesentlich ist es zu wissen, dass mit einer Verdoppelung der Geschwindigkeit eines Pfeils, sich die Reibung und damit der Widerstand vervierfacht. Das bedeutet, dass der schnellere leichtere Pfeil, daher auch bei der Penetration einen erheblich höheren Widerstand und damit eine deutlich größere Bremswirkung erfährt, als ein schwerer und langsamerer Pfeil gleicher Bauart.

### Abschuss- und Einschlagparadoxon
Dem Bogenschützen ist das Abschussparadoxon des Pfeils ein wohl bekanntes Phänomen. Es beschreibt das verbiegen des Pfeils, basierend auf dem Knicken nach Euler (Fall 2) des Pfeilschaftes bei der initialen Beschleunigung durch den Bogen. Dieses erste Knicken versetzt den Pfeil in eine Oszillation die über eine weite Strecke der Flugbahn anhält. Dieses Phänomen wirkt sich unter Umständen auf die Flugeigenschaften des Pfeils aus. Besonders ist beim Verwenden von feststehenden Jagdspitzen darauf zu achten. Hier kann der Auftrieb den die Fläche der Jagdspitze erzeugt zu Flugbahnabweichungen führen. Daher muss bezogen auf das Zuggewicht und das Pfeilspitzengewicht, ein Pfeilschaft mit angepasstem Spinewert verwendet werden und mittels Spine- und Nockausrichtung ein optimaler Pfeilflug eingestellt werden.
Weniger bekannt ist das Einschlagparadoxon des Pfeils. Das Einschlagparadoxon beschreibt das verbiegen des Pfeils beim Auftreffen auf einem widerstandsfähigen Ziel, wie beispielsweise Knochen. Es beschreibt den Beginn des Knickens des Pfeils im Moment des Einschlages nach Euler (Fall 1). Verursacht wird das Knicken des Pfeilschaftes beim Auftreffen durch jene Kraft, welche durch die Bremswirkung des Ziels auf den Pfeil ausgeübt wird. Je mehr Widerstand das Ziel dem Pfeil entgegensetzt z. B. Knochentreffer, desto mehr Kraft wird genutzt um den Pfeil zu verbiegen.
Je mehr sich die Masse des Pfeils hin zur Spitze konzentriert, desto weniger Energie wird für das Verbiegen des Pfeils verbraucht. Damit steht mehr Energie für die Penetration des Pfeils zur Verfügung. Sowohl das Abschuss- als auch das Einschlagparadoxon verbrauchen die gespeicherte kinetische Energie im Pfeil und gehen zulasten von Geschwindigkeit als auch der Penetrationsfähigkeit.